# Магнус II (король Швеції)
Магнус II, також Магнус Генрікссон (близько 1130–1161) — король Швеції  у 1160—1161 роках. Походив з династії Стенкілів.

## Біографія
Був сином данського принца Генріка Скаделара та Інгрід, дочки Рагнвальда з роду Стенкілів. Тому він мав деякі права на трон Швеції. Для зміцнення своїх позицій він одружився з дочкою Гаральда IV Гілле, короля Норвегії. Магнус Генрікссон сподівався на допомогу свого тестя при захопленні влади у Швеції.
У 1160 році Магнус підступно вбив Еріка IX й захопив владу у Швеції. Проте відразу проти нього піднялися інші претенденти на шведську корону. Найсильнішим був ярл Геталанда Карл Сверкерсон, син короля Сверкера I. У 1161 році у битві при Еребру Магнус II зазнав нищівної поразки й загинув у битві. Новим королем став Карл Сверкерсон.

## Родина
Дружина — Брігіта (1131—1209), дочка Гаральда IV, короля Норвегії.
Діти: не було